# Montejo de Tiermes
Montejo de Tiermes es una localidad y también un municipio de la provincia de Soria, comunidad autónoma de Castilla y León, España. Perteneció históricamente a la Tierra de Ayllón, hasta 1833, y a la diócesis de Sigüenza, hasta 1957. Actualmente forma parte de la diócesis de Osma, la cual, a su vez, pertenece a la archidiócesis de Burgos.

## Símbolos
El escudo y la bandera municipal fueron aprobados por el pleno del ayuntamiento de Montejo de Tiermes en su sesión del 31 de marzo de 2017. El escudo heráldico del municipio se representa conforme a la siguiente descripción textual o blasón:

Escudo Heráldico: escudo español cuadrilongo de base redondeada. Partido: 12, en campo de gules (rojo), una atalaya defensiva musulmana de oro, 22, en campo de sinople (verde), un pectoral celtibérico de oro. al timbre corona real cerrada que consiste en un círculo de oro engastado de piedras preciosas, sumado de ocho florones de hojas de acanto, de los cuales tres aparecen ocultos y visibles cinco, interpoladas de perlas y de cuyas hojas salen sendas diademas sumadas de perlas, que convergen en un mundo de azur (azul) con el semimeridiano y el ecuador de oro sumado de cruz de oro. la corona forrada de gules (rojo). (Boca del escudo y corona según artículos 11 y 12 del decreto 105/1991 de 9 de mayo de la Junta de castilla y león).
Boletín Oficial de la Provincia de Soria n.º 75 de 07 de julio de 2017

La descripción textual de la bandera es la que sigue:

Bandera municipal: 'Paño de proporciones 2/3, ancho por largo, terciada en vertical; al asta en gules (rojo), al centro en oro, al batiente en sinople (verde). en el centro de la bandera el escudo municipal que es: Partido: 12, en campo de gules (rojo), una atalaya defensiva musulmana de oro, 22, en campo de sinople (verde), un pectoral celtibérico de oro. al timbre corona real cerrada. la altura del escudo es 2/3 del ancho de la bandera. (Proporciones del paño según artículo 13 del decreto 105/1991 de 9 de mayo de la Junta de castilla y león).
Boletín Oficial de la Provincia de Soria n.º 75 de 07 de julio de 2017

## Geografía
Montejo se encuentra situado en el suroeste de la provincia, cerca de las provincias de Segovia y Guadalajara. Las poblaciones más importantes en sus proximidades son San Esteban de Gormaz y Ayllón (Segovia).
El terreno, es llano y de buena calidad; le baña un pequeño riachuelo, río Pedro, que suele secarse en verano; comprende dos dehesas y un monte de mata baja, y produce granos, legumbres y pastos para la ganadería.

### Medio ambiente
En su término e incluidos en la Red Natura 2000 los siguientes lugares:
- Lugar de Interés Comunitario conocido como Encinares de Tiermes, ocupando 1007 hectáreas, el 6 % de su término.[2]
- Lugar de Interés Comunitario conocido como sierra de Ayllón ocupando 186 hectáreas, el 1 % de su término.[3]

## Historia
Parte del actual municipio formó parte de la Comunidad de Villa y Tierra de Ayllón englobado en el Sexmo de Valdeliceras (Montejo de Tiermes, Liceras, Ligos, Torresuso, Cuevas de Ayllón y Noviales)
Otra parte fue integrante de la Comunidad de Villa y Tierra de Caracena: Carrascosa de Arriba, Hoz de Abajo, Hoz de Arriba, Pedro, Rebollosa de Pedro y Valderromán.
En el Censo de 1789, ordenado por el conde de Floridablanca, figuraba como lugar del Partido de Ayllón en la Intendencia de Segovia, con jurisdicción de señorío y bajo la autoridad del alcalde pedáneo, nombrado por el marqués de Villena. Contaba entonces con 289 habitantes.
Tras la reforma provincial de 1833, pasó a formar parte de la provincia de Soria
A la caída del Antiguo Régimen la localidad se constituyó en municipio constitucional, conocido entonces como Montejo, en la región de Castilla la Vieja, partido de El Burgo de Osma que en el censo de 1842 contaba con 66 hogares y 270 vecinos.
A mediados del siglo XIX, el lugar tenía unas 90 casas. La localidad aparece descrita en el undécimo volumen del Diccionario geográfico-estadístico-histórico de España y sus posesiones de Ultramar de Pascual Madoz de la siguiente manera:

MONTEJO: l. con ayunt. en la prov. de Soria (14 leg.), part. jud. del Burgo (5), aud. terr. y c. g. de Burgos (24), dióc. de Sigüenza (10): sit. en una pequeña eminencia, con libre ventilacion y clima sano: tiene 90 casas; escuela de instruccion pimaria frecuentada por 35 alumnos, á cargo de un maestro, sacristan y organista, dotado con 60 fan. de trigo; una fuente de buenas aguas; una igl. parr. (San Cipriano) servida por un cura y un sacristan: térm. confina con Torre de Suso, Noviales, Liceras y Morcuera: el terreno es llano y de buena calidad; comprende un monte poblado de encina, chaparro y enebro de dos deh. para pastos del ganado de labor: baña el térm. un pequeño riach. de curso interrumpido en los veranos: caminos, los que dirigen a los pueblos limítrofes: correo, se recibe y despacha en la estafeta de Aillon: prod. trigo bueno, cebada, centeno, avena, patatas, legumbres, leñas de combustible y yerbas de pasto con las que se mantiene ganado lanar, vacuno y mular; abunda la caza de liebres, conejos y perdices: ind.: la agrícola y algunos telares de lienzos ordinarios: comercio, esportacion del sobrante de frutos, ganado y lana é importacion de los art. que faltan, pobl.: 66 vec., 270 alm. cap. imp. : 46 295 rs. 6 mrs.
(Madoz, 1848, p. 542)

A mediados del siglo XIX pasa a denominarse Montejo de Liceras y crece el término del municipio porque incorpora a Pedro, Rebollosa de Pedro, Sotillos de Caracena y Torresuso.
En 1967 creció el término del municipio al fusionarse con los de Carrascosa de Arriba, Cuevas de Ayllón, Hoz de Abajo, Hoz de Arriba, Noviales y Valderromán.

## Demografía
Cuenta con una población de 140 habitantes (INE 2024).
| Gráfica de evolución demográfica de Montejo de Tiermes entre 1842 y 2021 |
| |
| Población de derecho según los censos de población del INE Población de hecho según los censos de población del INEEn estos censos se denominaba Montejo: 1842 y 1857 En estos censos se denominaba Montejo de Liceras: 1860, 1877, 1887, 1897, 1900, 1910, 1920, 1930 y 1940 Entre el censo de 1857 y el anterior, crece el término del municipio porque incorpora a 425084 (Pedro), 425094 (Rebollosa de Pedro), 425105 (Sotillos de Caracena) y 425116 (Torresuso) Entre el censo de 1970 y el anterior, crece el término del municipio porque incorpora a 42533 (Carrascosa de Arriba), 42541 (Cuevas de Ayllón), 42558 (Hoz de Abajo), 42559 (Hoz de Arriba), 42585 (Noviales) y 42619 (Valderromán). |

### Demografía reciente del núcleo principal
Montejo de Tiermes (localidad) contaba a 1 de enero de 2020 con una población de 48 habitantes, 29 hombres y 19 mujeres.
| Gráfica de evolución demográfica de Montejo de Tiermes (localidad) entre 2000 y 2020             |
|                                                                                                  |
| Población de derecho (2000-2020) según los censos de población del INE a 1 de enero de cada año. |

### Población por núcleos
| Núcleos              | Habitantes (2000) | Habitantes (2010) |
| -------------------- | ----------------- | ----------------- |
| Montejo de Tiermes   | 72                | 58                |
| Carrascosa de Arriba | 15                | 24                |
| Cuevas de Ayllón     | 38                | 18                |
| Hoz de Abajo         | 7                 | 6                 |
| Hoz de Arriba        | 6                 | 0                 |
| Ligos                | 30                | 22                |
| Noviales             | 22                | 31                |
| Pedro                | 14                | 14                |
| Rebollosa de Pedro   | 3                 | 3                 |
| Torresuso            | 16                | 7                 |
| Valderromán          | 28                | 15                |

## Economía
La economía se sostiene básicamente de la agricultura (trigo, cebada, avena) y la ganadería (ovejas).
El turismo, sector en crecimiento en toda la provincia, también ha creado puestos de trabajo en el municipio debido, en parte, a la proximidad de las ruinas celtíbero-romanas de Tiermes y el museo anexo.
De especial relevancia son las Jornadas Astronómicas (AstroTiermes), que cada año congrega en las inmediaciones del yacimiento celtíbero y romano de Tiermes a cerca de trescientos aficionados y profesionales, en un tipo de turismo conocido como astroturismo que busca la calidad de los cielos nocturnos.

## Patrimonio

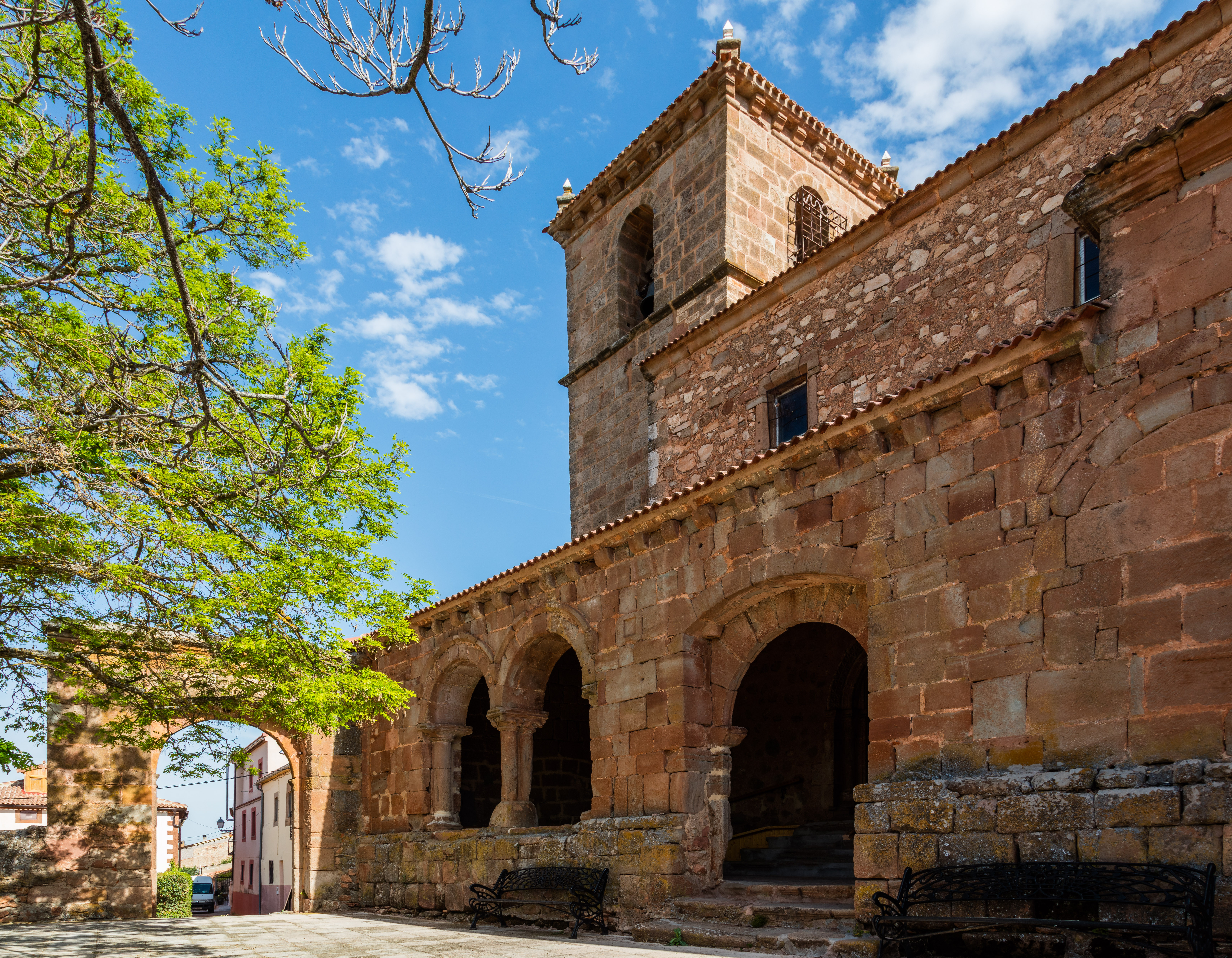
Iglesia de San Cipriano, Montejo de Tiermes.

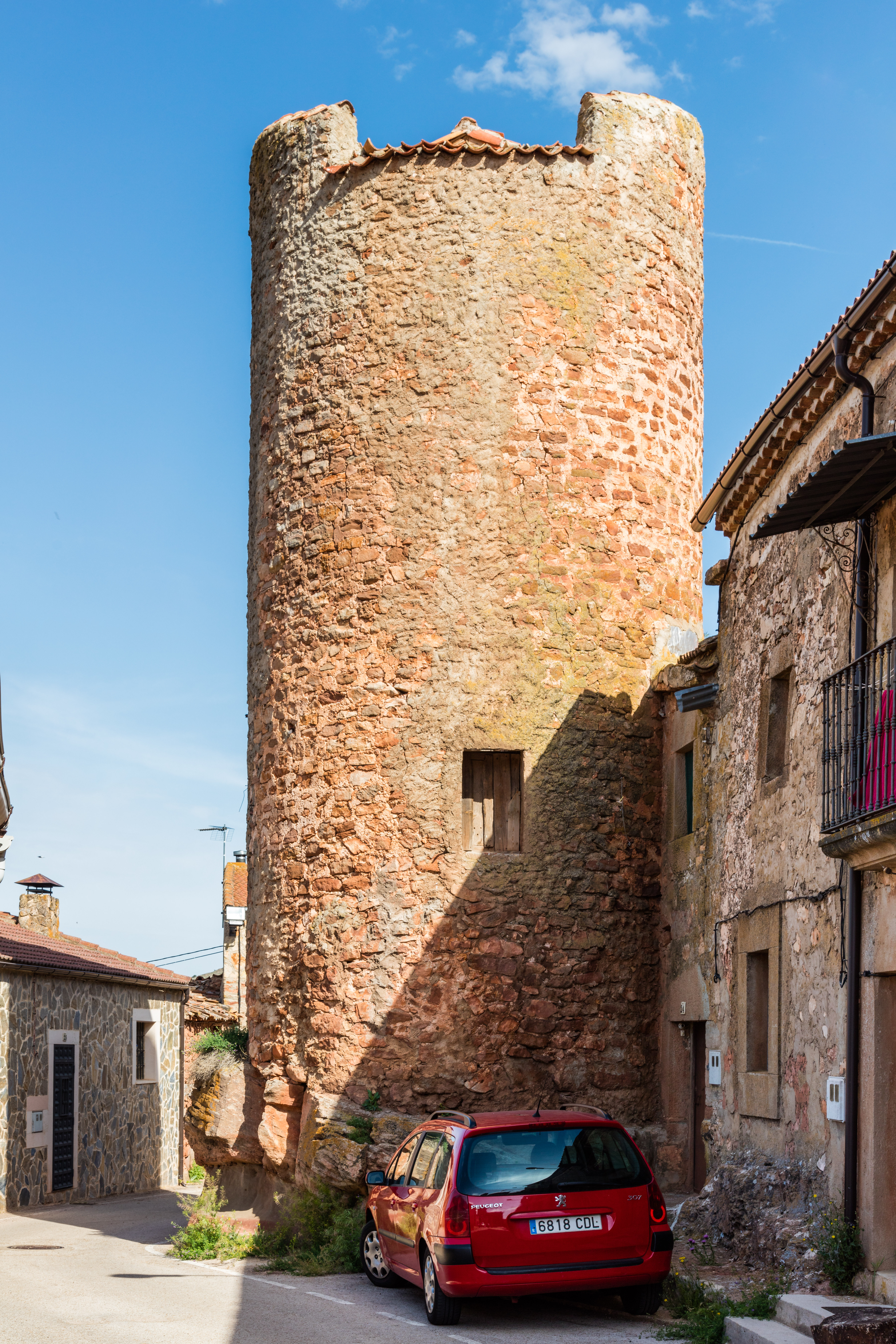
Torre en el interior del municipio.

En su término municipal hay varios Bienes de Interés Cultural.
- Ermita Románica de Nuestra Señora de Tiermes: declarada el 28 de mayo de 1982 en la categoría de monumento.
- Iglesia de San Juan Bautista: en Ligos, declarada el 28 de septiembre de 1995 en la categoría de monumento.
- Ermita de la Virgen del Val: en Pedro, declarada el 27 de abril de 2000 en la categoría de monumento.
- Yacimiento arqueológico de Tiermes: declarado el 1 de octubre de 1999 en la categoría de zona arqueológica.